# Delegacja ustawowa
Treść tego artykułu od 2023-11 należy opracować w taki sposób, aby nie uwypuklała nadmiernie polskiej specyfiki / aby nie zawężała się tylko do polskich warunków
 Po wyeliminowaniu niedoskonałości należy usunąć szablon {{Dopracować}} z tego artykułu.
Delegacja ustawowa – przeniesienie przez pewien organ władzy państwowej, prawa do wykonywania części jego kompetencji na inny organ.
Zgodnie z art. 92 Konstytucji RP, delegację ustawową może uzyskać wyłącznie organ w niej wskazany, zalicza się do nich:
- Prezydent RP
- Rada Ministrów
- Prezes Rady Ministrów
- Minister kierujący działem administracji rządowej
- Przewodniczący komitetu wchodzącego w skład Rady Ministrów
- Krajowa Rada Radiofonii i Telewizji.